# 私有制
私有制是一种经济制度，生产资料为个体排他性占有。私有财产与公有财产、集体财产、合作社财产皆不同。

## 马克思主义的观点
私有制是剥削社会（以奴隶社会、封建社会、资本主义、权贵资本主义和专制制度为代表）基本标志之一。
生产力的发展是产生私有制的最根本原因。
原始社会末期，随着生产力的不断增加，金属工具、牛耕等新的生产工具或方法被发明，直接促进了相对剩余产品的出现，对于剩余产品的不公平分配就是私有制的最早形式。
马克思的公有制观点受到很多批评。例如，奥地利经济学家路德维希·冯·米塞斯 (Ludwig Von Mises)认为，私有财制是“理性”经济计算的必要条件，公有制商品和服务的价格无法准确地确定，以进行有效的经济计算。 米塞斯认为，生产要素中缺乏私有财产的社会主义制度将无法为生产要素确定适当的价格估值。这将使理性的社会主义计算变得不可能。马克思还排除了市场在社会主义经济中的任何作用。马克思写道：“在以生产资料共同所有为基础的社会主义社会中，生产者不交换他们的产品”。而没有市场，人们也就无法进行为获得更多价值的竞争。而竞争是人类进步的源泉。

## 外部連結
- 薛涌：《普通法傳統中的私有產權》 （页面存档备份，存于）（2007）
- 崔之元：《財產權與憲法之關係的比較研究》 （页面存档备份，存于）（2008）

1. ↑  . www.zxxk.com.   [2021-10-26]. （原始内容存档于2021-10-28）.
2. ↑  . d.wanfangdata.com.cn.   [2021-10-26].
3. ↑  . www.sodocs.net.   [2021-10-26]. （原始内容存档于2021-10-28）.
4. ↑  .   [2022-05-30]. （原始内容存档于2022-05-30）.